# スティーヴィー・ニックス
スティーヴィー・ニックス（Stevie Nicks、1948年5月26日 - ）は、アメリカ合衆国の女性ボーカリスト、シンガーソングライター。
ロックバンド「フリートウッド・マック」のメンバー。ソロとしても多数の実績を併せ持ち、その妖艶なイメージから"ロックの歌姫"とも呼ばれる。
ローリング・ストーン誌選出「歴史上最も偉大な100人のシンガー」において第98位、Q誌選出では第97位。

## 概要・略歴

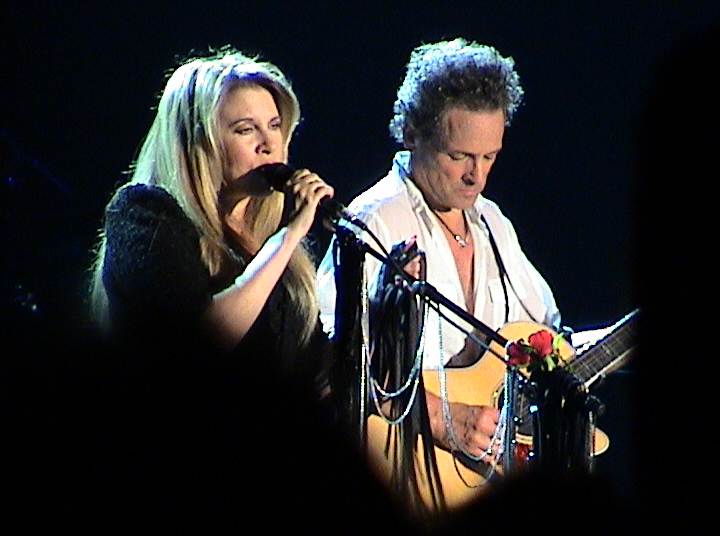
長年のパートナー リンジー・バッキンガムと (2003年)

祖父がカントリー・ミュージックの歌手だった影響もあり、4歳頃から両親が経営するバーで歌い始める。10代半ば頃には楽曲の創作も始め、アマチュアバンドに参加していた。ステージネーム(芸名)のスティーヴィーは、彼女が幼い頃に家族が付けた愛称が由来である。
1968年、高校時代のボーイフレンド リンジー・バッキンガムが所属するバンドに誘われ、歌手活動を経験。リンジーと共にサンノゼ州立大学に進学したが、歌手活動に専念するために中退し、ウェイトレスなどで生活費を稼ぎながら活動した。同バンド解散後の1972年に、リンジーとデュオユニット「バッキンガム・ニックス」を結成。翌年に大手レーベル「ポリドール・レコード」からデビュー。
2ndアルバム制作途中のデモテープ「Frozen Love」という楽曲を、フリートウッド・マックのメンバー ミック・フリートウッドが聴いたことがきっかけで、1975年にリンジーと共にグループに招かれて加入。1977年、同バンドのアルバム『噂』の成功で世界的な名声を得た。
1981年7月27日、ファースト・ソロアルバム『麗しのベラ・ドンナ（Bella Donna）』を発表。ビルボードのアルバムチャートの1位を記録した。また、同アルバムからシングルカットされたトム・ペティとの共作「Stop Draggin' My Heart Around」は全米3位、ドン・ヘンリーとの共作「レザー・アンド・レース」は全米6位、「エッジ・オブ・セブンティーン」は全米11位を記録した。
『麗しのベラ・ドンナ』が発売された頃、高校以来の無二の親友であるロビン・スナイダー・アンダーソンから電話を受け、彼女が白血病にかかったことを知らされる。ロビンは妊娠しており、男の子を早産した2日後の1982年10月5日、息を引き取った。ニックスは赤ん坊の面倒を見ることに決め、「わからないけれど、私たちは結婚するべきだと思う」とロビンの夫のキム・アンダーソンに言い、ロビンの死から3か月後に結婚したが、その3か月後に離婚した。
1978年にフリートウッド・マック名義で「グラミー賞」を受賞し、これまで7回以上ノミネート。1998年には同名義、2019年にはソロ名義で「ロックの殿堂」入りを果たした。
コカイン依存と抗不安薬依存だった過去があり、これを克服している。

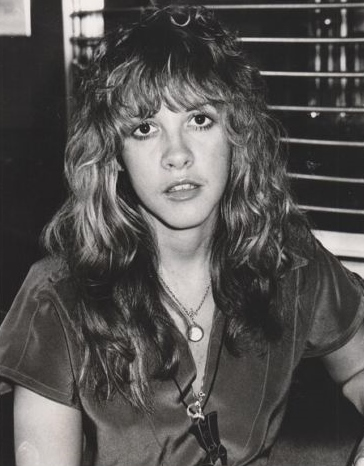
若き日のスティーヴィー（1977年）
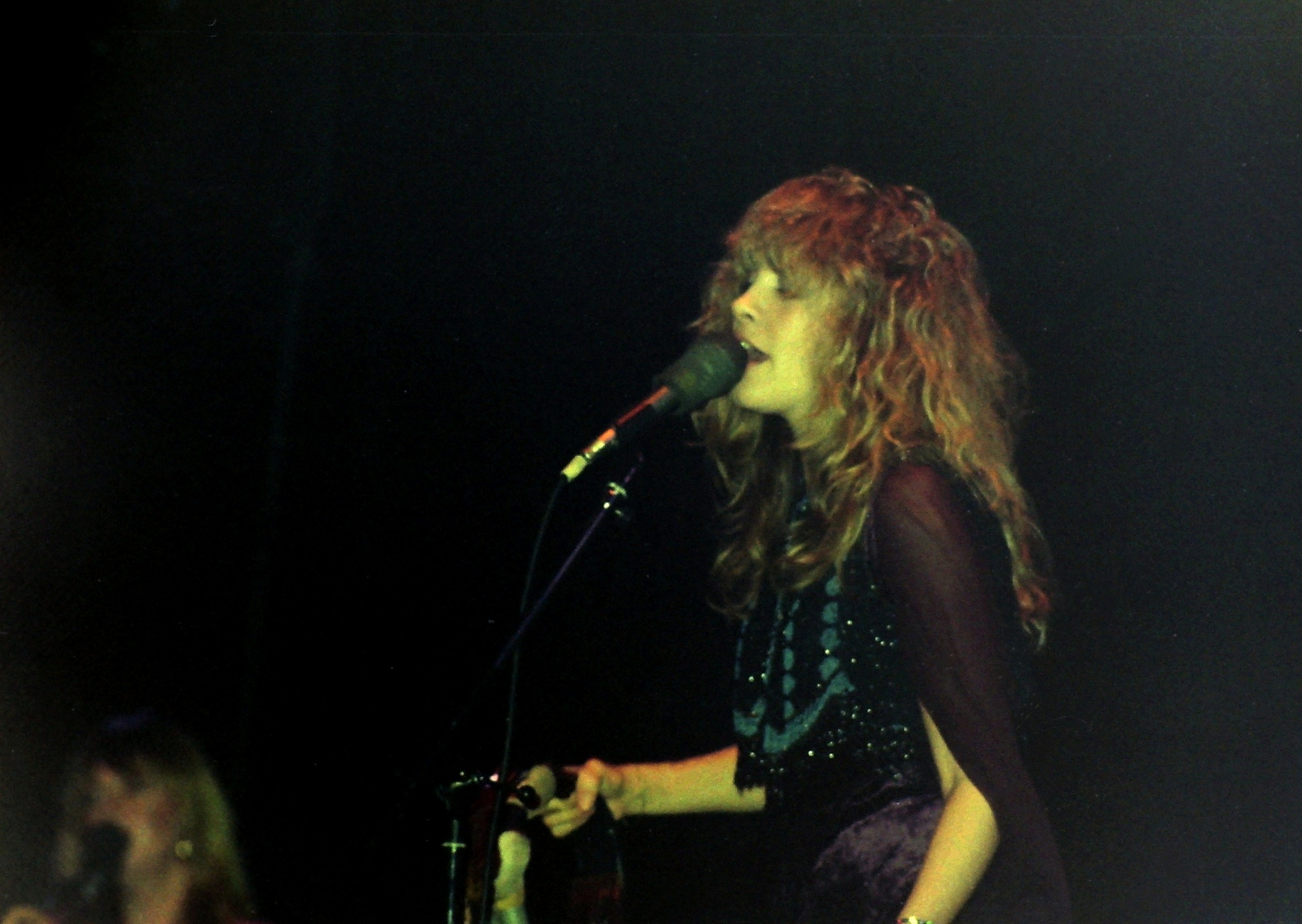
フリートウッド・マック - ドイツ公演（1977年）
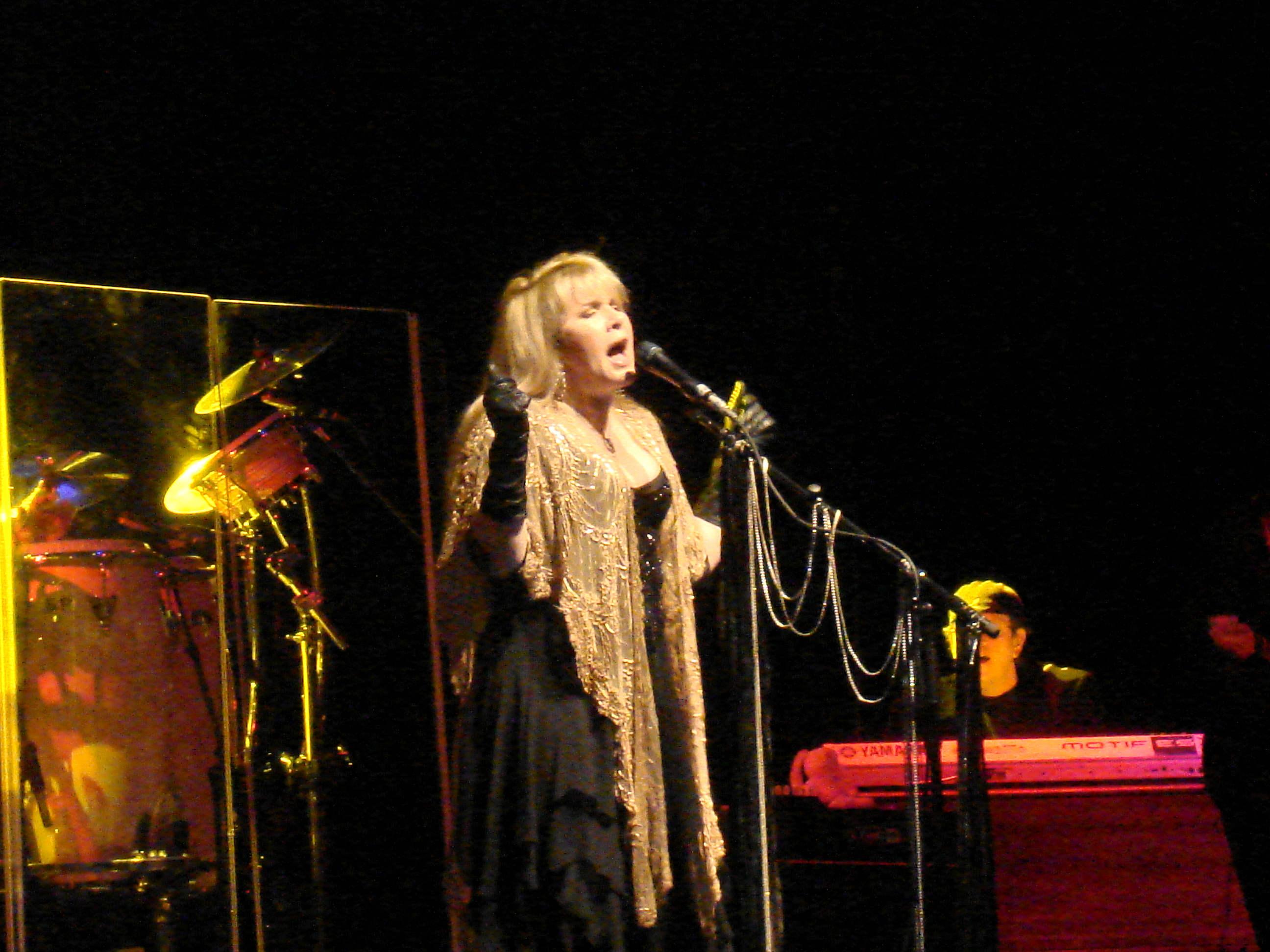
ソロ・ライブ（2008年）
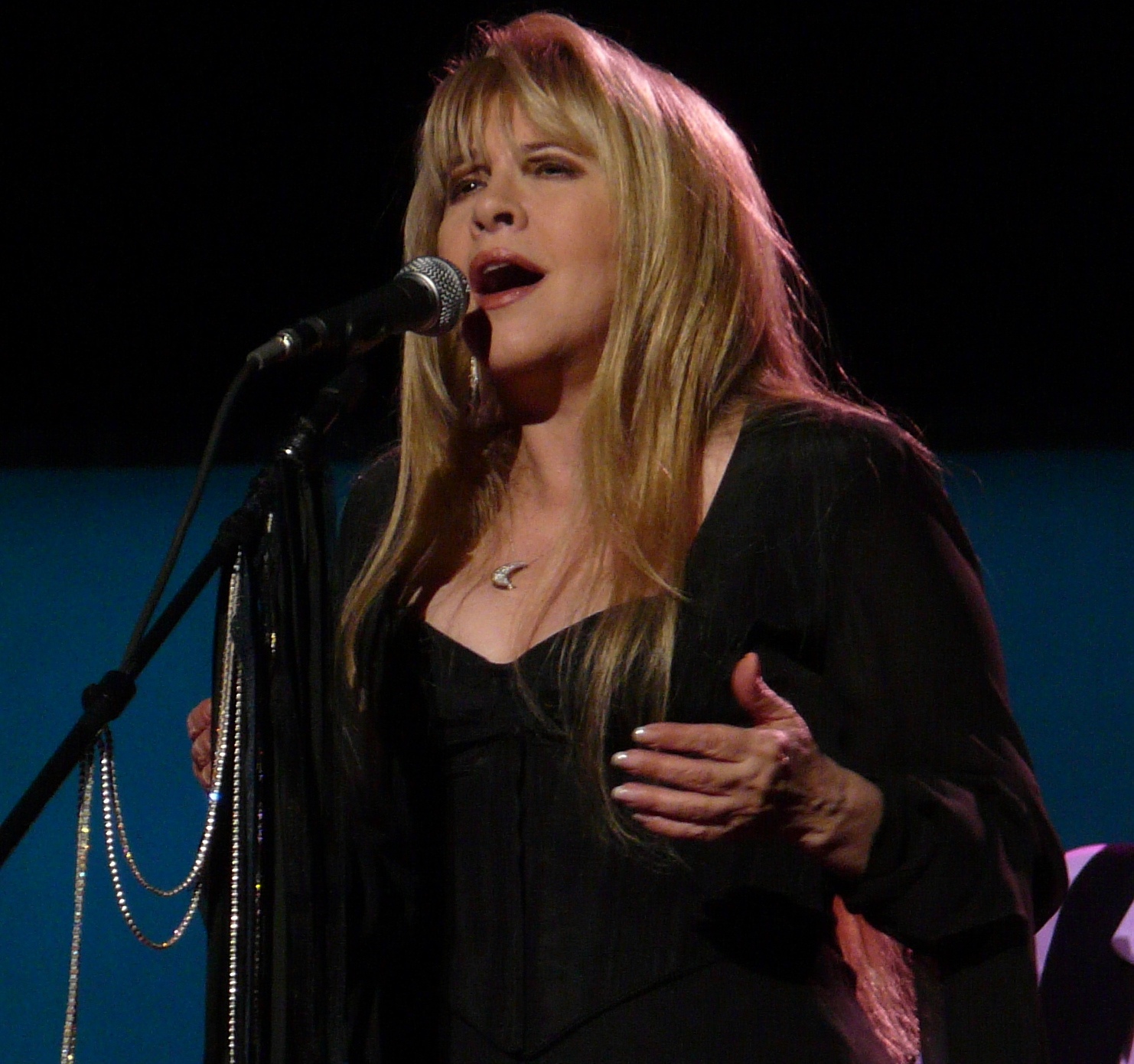
USA・セントポール公演（2009年3月）
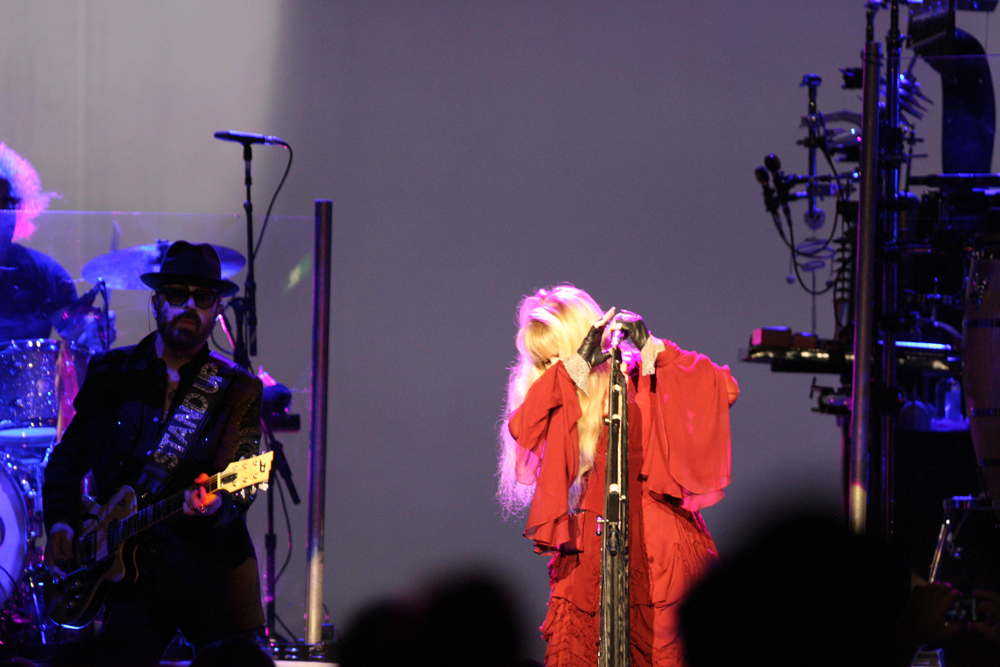
デイヴ・スチュワートと共演 - オーストラリア公演（2011年11月）
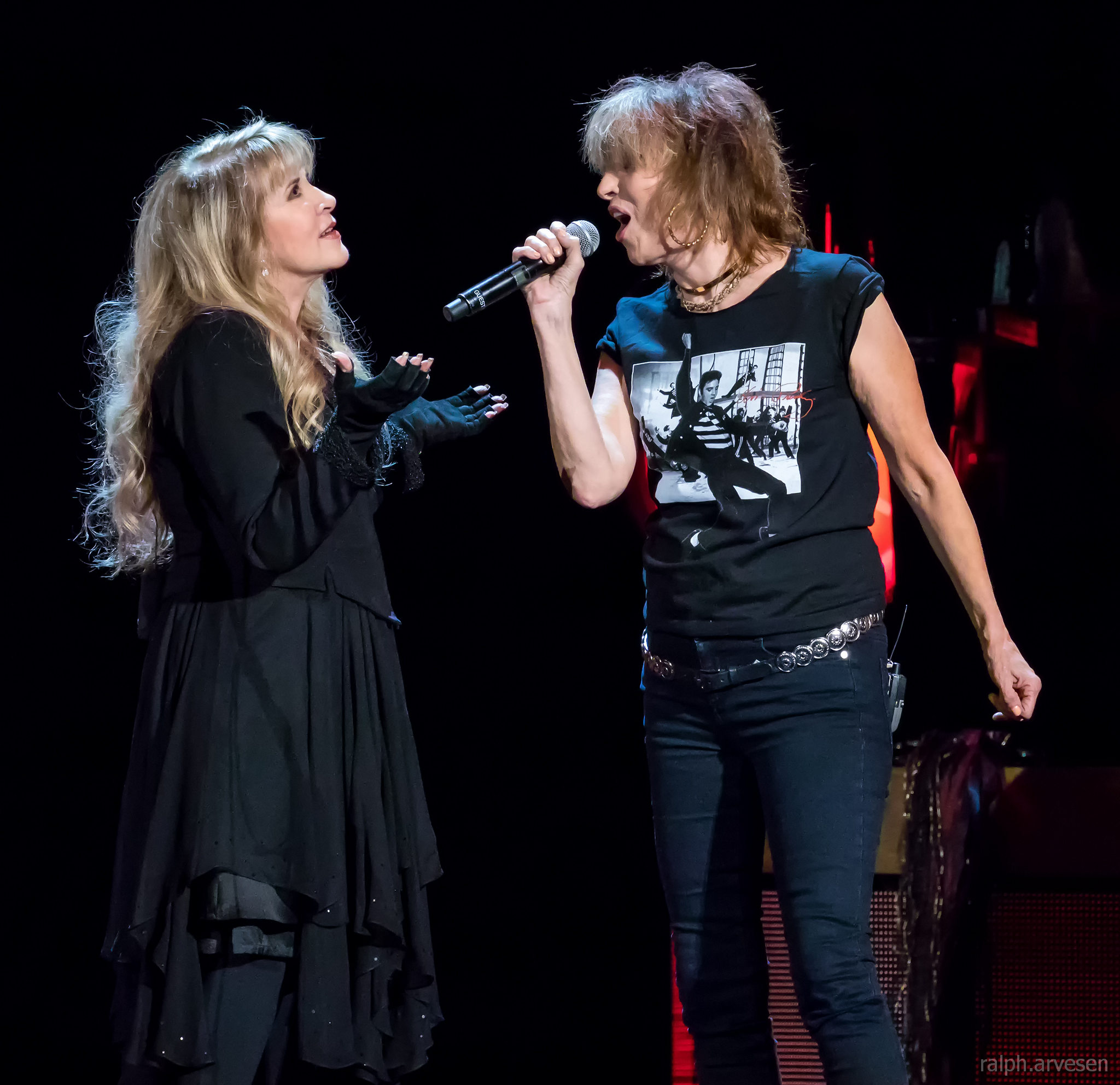
クリッシー・ハインドと共演（2017年3月）

## ディスコグラフィ

### アルバム
| 1981                                      | 麗しのベラ・ドンナ Bella Donna                                                              | - 発売日: 1981年7月27日 - レーベル: Modern - 全米売上: 600万枚  | 1  | 1  | 2  | —  | 7  | 14 | 11 | - US: 4× プラチナ - CAN: 2× プラチナ             |
| 1983                                      | ワイルド・ハート The Wild Heart                                                             | - 発売日: 1983年6月10日 - レーベル: Modern - 全米売上: 200万枚  | 5  | 8  | 7  | 25 | 17 | 19 | 28 | - US: 2× プラチナ - CAN: プラチナ - UK: シルバー |
| 1985                                      | ロック・ア・リトル Rock a Little                                                            | - 発売日: 1985年11月18日 - レーベル: Modern - 全米売上: 100万枚 | 12 | 5  | 8  | 23 | 25 | 14 | 30 | - US: プラチナ - UK: ゴールド                    |
| 1989                                      | ジ・アザー・サイド・オブ・ザ・ミラー The Other Side of the Mirror                           | - 発売日: 1989年5月11日 - レーベル: Modern - 全米売上: 100万枚  | 10 | 8  | 13 | 14 | 14 | 8  | 3  | - US: プラチナ - UK: ゴールド                    |
| 1994                                      | ストリート・エンジェル Street Angel                                                         | - 発売日: 1994年5月23日 - レーベル: Modern - 全米売上: 50万枚   | 45 | 43 | —  | 67 | —  | 30 | 16 | - US: ゴールド                                   |
| 2001                                      | トラブル・イン・シャングリラ Trouble in Shangri-La                                          | - 発売日: 2001年5月1日 - レーベル: Reprise - 全米売上: 66.3万枚 | 5  | 70 | 29 | 44 | 33 | —  | 43 | - US: ゴールド                                   |
| 2011                                      | In Your Dreams                                                                              | - 発売日: 2011年5月3日 - レーベル: Reprise - 全米売上: 19.9万枚 | 6  | 24 | 22 | 37 | 35 | 39 | 14 |                                                  |
| 2014                                      | 24カラット・ゴールド - ソングズ・フロム・ザ・ヴォールト 24 Karat Gold: Songs from the Vault | - 発売日: 2014年10月7日 - レーベル: Reprise - 全米売上: 10万枚  | 7  | 16 | 29 | 69 | 40 | —  | 14 |                                                  |
| "—"は未発売またはチャート圏外を意味する。 |                                                                                             |                                                                 |    |    |    |    |    |    |    |                                                  |

### バッキンガム・ニックス名義
- 『バッキンガム・ニックス』 - Buckingham Nicks (1973年)

### フリートウッド・マック名義
- 『ファンタスティック・マック』 - Fleetwood Mac (1975年)
- 『噂』 - Rumours (1977年)
- 『牙 (タスク)』 - Tusk (1979年)
- 『フリートウッド・マック・ライヴ』 - Fleetwood Mac Live (1980年)
- 『ミラージュ』 - Mirage (1982年)
- 『タンゴ・イン・ザ・ナイト』 - Tango in the Night (1987年)
- 『グレイテスト・ヒッツ』 - Fleetwood Mac's Greatest Hits (1988年)
- 『ビハインド・ザ・マスク』 - Behind the Mask (1990年)
- 『25イヤーズ・ザ・チェイン』 - 25 Years - The Chain (1992年) ※4枚組CDボックスセットの2枚に登場
- 『ザ・ダンス』 - The Dance (1997年)
- 『ヴェリー・ベスト・オブ・フリートウッド・マック』 - The Very Best of Fleetwood Mac (2002年)
- 『セイ・ユー・ウィル』 - Say You Will (2003年)